# Alfred Vilain XIIII
Le vicomte Alfred Vilain XIIII, né le 7 mai 1810 et mort le 23 février 1886, est un homme politique belge. Il est le fils du comte Philippe Vilain XIIII et de la baronne Sophie de Feltz. Ils sont les parents de Stanislas Vilain XIIII.

## Fonctions et mandats
- Bourgmestre de Rupelmonde : 1836-1850
- Conseiller provincial de Flandre-Orientale : 1836-1863
- Bourgmestre de Bazel : 1858-1886
- Membre du Sénat belge : 1863-1886

## Sources
- "Le Parlement belge, 1831-1894", p. 607.